# Hawker Hart
Hawker Hart byl britský jednomotorový dvoumístný dvouplošník vyvinutý pro Royal Air Force firmou Hawker Aircraft. Kromě základní verze, určené k plnění role lehkého bombardéru, vznikly i odvozené varianty, určené pro spolupráci s armádou, průzkum, stíhání a výcvik.
Autorem konstrukce letounu byl Sydney Camm.

## Vývoj
Klasický vojenský letoun, který se objevil koncem dvacátých let 20. století a v základních i odvozených verzích byl vyroben ve větším počtu než jakýkoliv jiný britský letoun v meziválečném období. Hart byl výsledkem specifikace 12/26 ministerstva letectví z roku 1926 na rychlý denní bombardér dosahující maximální rychlosti 257 km/h, který by nahradil Airco D.H.9A a Fairey Fawn.
Konstrukce vycházela z koncepce maximální aerodynamické účinnosti a prototyp prodělal vzdušný křest v červnu roku 1928. Specifikace 9/28 požadovala výrobu prvních patnácti kusů Hart Mk.I, které poháněl řadový pístový motor Rolls-Royce Kestrel IB o výkonu 239 kW, později Rolls-Royce XDR o 380 kW. Výzbroj tvořil jeden pevný kulomet Vickers ráže 7,7 mm na levé straně přídě trupu, jeden pohyblivý dozadu střílejíci kulomet Lewis stejné ráže v zadní kabině a náklad pum na závěsnících do 227 kg.
Následovalo 450 strojů Hawker Hart Bomber, 9 Hart Communications (=spojovacích) a 507 cvičných Hawker Hart Trainer do britské výzbroje, a také značný počet exportních letounů pro Egypt, Jugoslávii, Indii a Rhodésii.

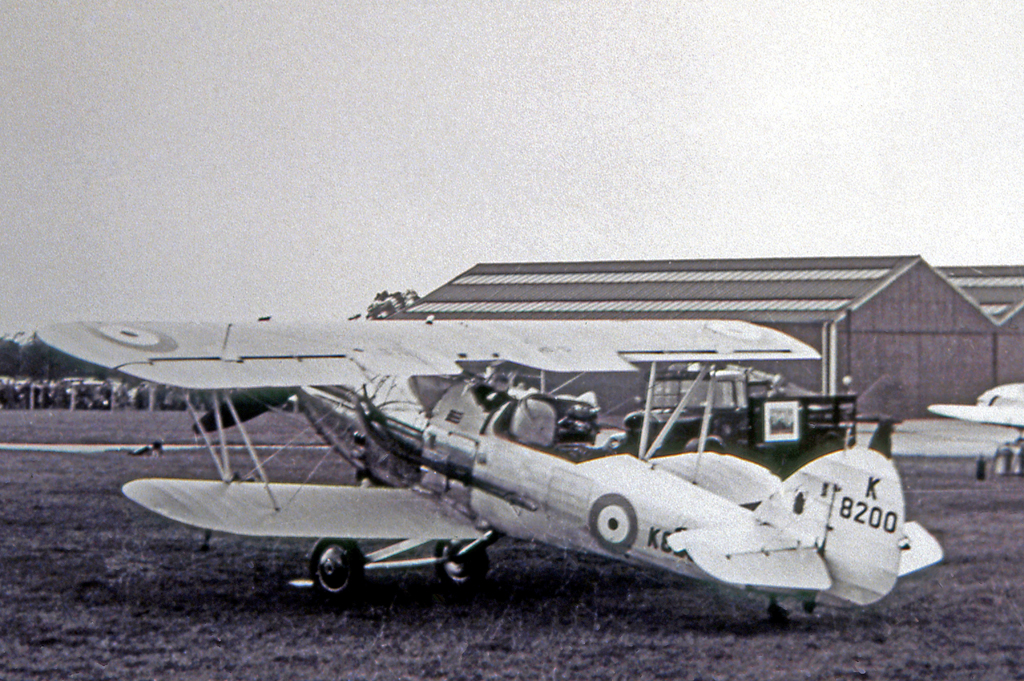
Hawker Demon I (K8200) 64. peruť RAF, 1938

Dvoumístná stíhací varianta pro Royal Air Force nesla zpočátku označení Hart Fighter, od července 1932 změněného na Hawker Demon. Dvoumístná stíhací modifikace bombardovacího stroje Hart vznikla na základě specifikace F.15/30 z roku 1930. Od svého předchůdce se Demon odlišoval zástavbou přeplňovaného motoru Rolls-Royce Kestrel II S o výkonu 362 kW, který zaručoval lepší výkony ve vyšších letových hladinách. Konstrukce draku byla částečně zesílena, stejně jako podvozek. Zadní kokpit byl upraven pro rozšíření palebného pole kulometu Lewis. Původní jeden synchronizovaný Vickers doplnil druhý stejného typu. Prvních šest sériových strojů převzalo RAF v květnu 1931 a zařadilo je k 23. peruti. Celková produkce dosáhla počtu 305 kusů včetně licenčních od leteckého výrobce Boulton Paul Aircraft. Letouny pozdější výroby poháněly motory Kestrel V DR o výkonu 435 kW, od roku 1936 byly Demony dodávány se střeleckou věží, které byly zpětně instalovány i na některé starší stroje. Takto upravené letouny jsou někdy označovány jako Turret Demon. V britském letectvu tvořily Hawker Demony výzbroj sedmi řadových perutí a pěti perutí pomocného letectva. Od roku 1938 do léta 1939 byly postupně nahrazovány stíhací verzí typu Bristol Blenheim.[zdroj?] Poslední dosloužily v roli vlekání terčů pro nácvik střelby v roce 1944.
Mezi další varianty patřil námořní hlídkovací nebo průzkumný model Hawker Osprey, letoun pro spolupráci s armádou Hawker Audax, jeho verze modifikovaná pro nasazení v podnebí Blízkého východu Hawker Hardy, a Hawker Hartebeest, speciálně upravený pro létání v tropickém podnebí jižní Afriky, který byl licenčně vyráběný v Jihoafrické unii.
Licenční produkce probíhala také u společností Armstrong Whitworth, kde vzniklo 149 letounů a Vickers s celkovou výrobou 112 Hartů. Výroba u společnosti Avro kromě letounů pro RAF zahrnovala i exportní sérii letounů Audax poháněných hvězdicovými motory Armstrong Siddeley Panther pro Egypt, označených jako Avro 674. Švédská licenční výroba pro Flygvapnet dala celkem 42 strojů, které byly poháněny hvězdicovými motory Bristol Pegasus.

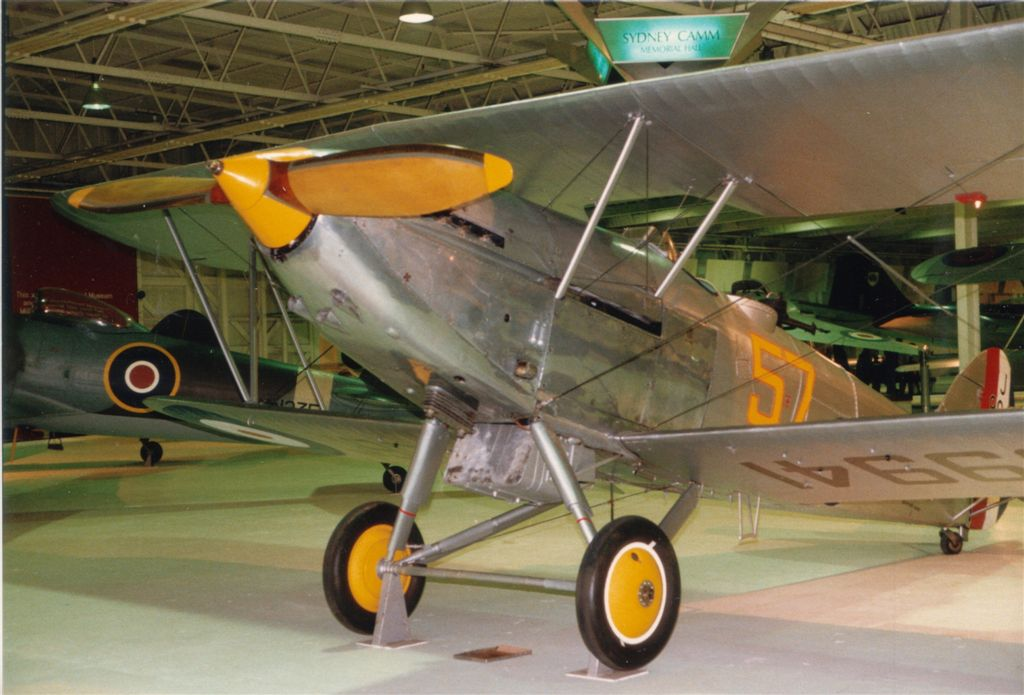
Hawker Hart Mk.II, RAF Museum

## Nasazení
První sériové letouny Hart převzala 33. peruť RAF v lednu 1930. Její posádky byly postupně dislokovány v Eastchurch, Bicesteru a Upper Heyfordu.
Hart byl vyřazen od britských prvosledových útvarů v průběhu 1938, ale i potom měl svůj význam jako cvičný. Malý počet těchto letounů zůstal ve výzbroji bojových jednotek na Blízkém východě a ve východní Africe do roku 1943.
Čtyři švédské Harty se, s osádkami složenými z dobrovolníků, účastnily bojů proti sovětským ozbrojeným silám v zimní válce 1939-40 jako součást jednotky Flygflottilj 19.

## Uživatelé

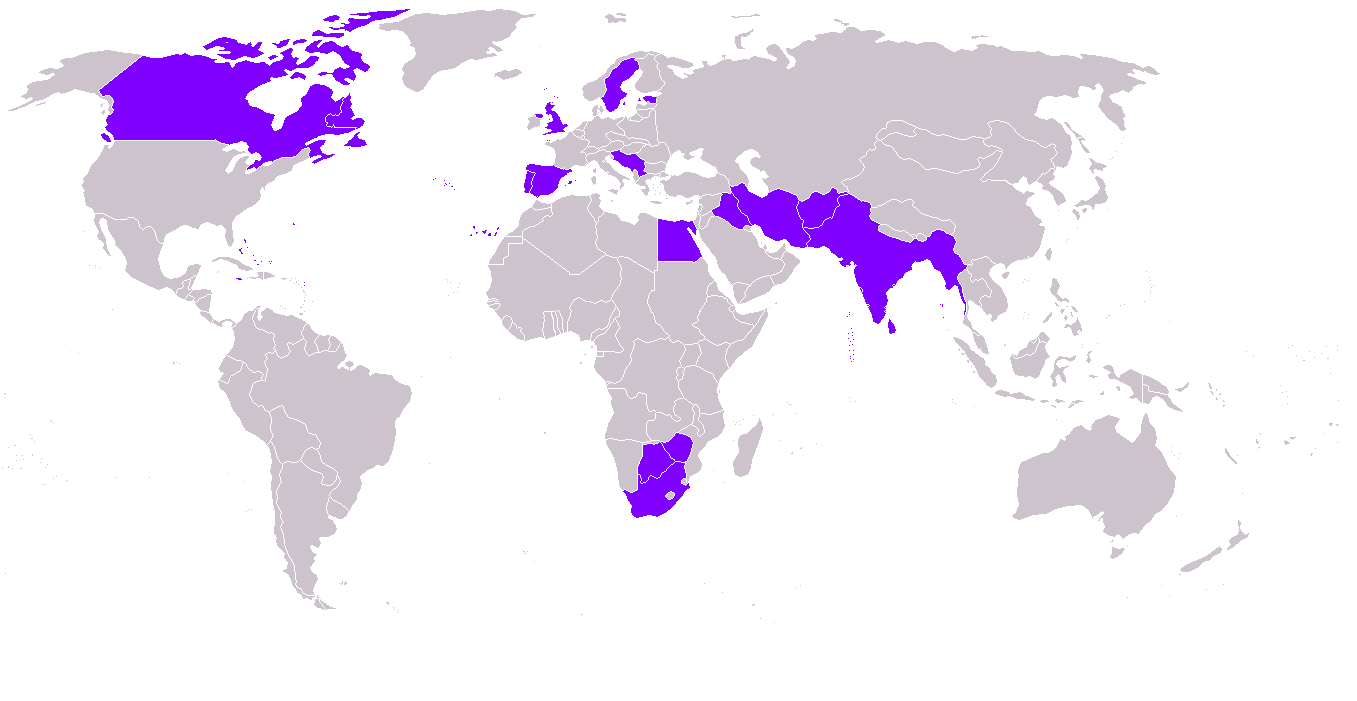
Uživatelé letounu Hart a jeho variant

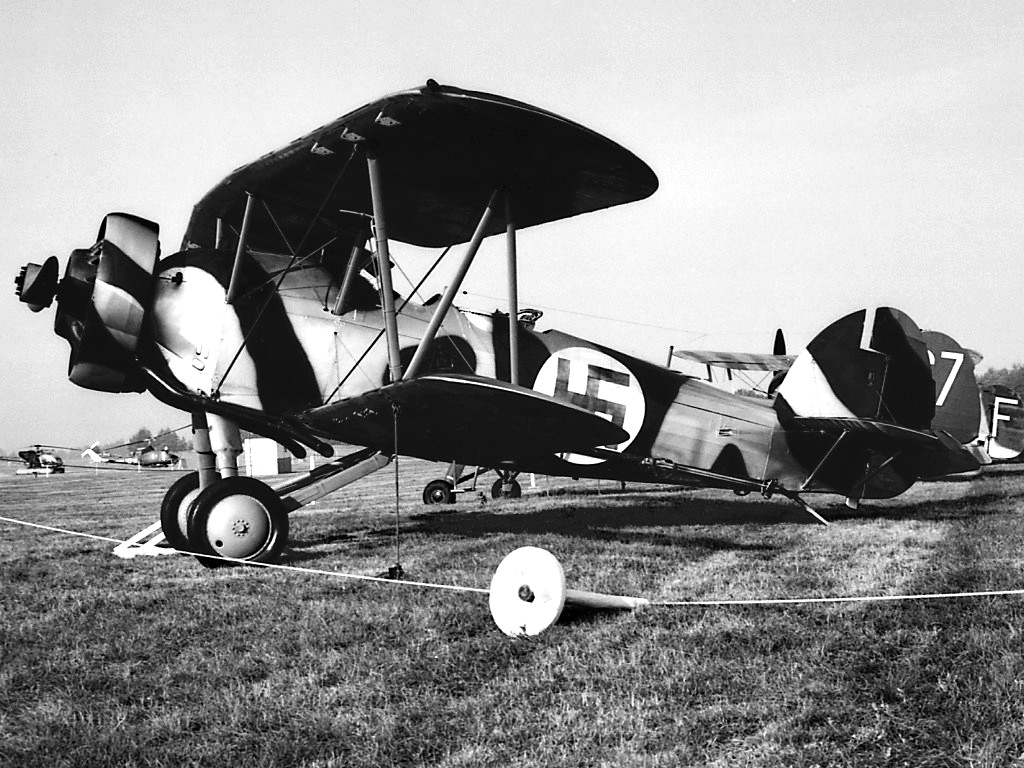
Švédský Hawker Hart ve zbarvení dobrovolnické jednotky F19, tvořící součást leteckých sil Finska v době zimní války.

- Afghánistán
  - Afghánské vzdušné síly (Hawker Hart)
- Austrálie
  - Royal Australian Air Force (Hawker Audax, Hawker Demon)
- Belgie
  - Belgické letectvo (Hawker Hardy, pouze jeden kus)
- Egyptské království
  - Egyptské královské letectvo (Hawker Hart, Hawker Audax)
- Estonsko
  - Estonské vzdušné síly (Hawker Hart)
- Finsko
  - Finské letectvo (Flygflottilj 19)
- Indie
  - Indické letectvo (Hawker Hart, Hawker Audax)
- Irák
  - Irácké královské letectvo (Hawker Audax)
- Íránské císařství
  - Íránské císařské letectvo (Hawker Hart, Hawker Audax)
- Jihoafrická unie
  - South African Air Force (Hawker Hart, Hawker Hardy, Hawker Hartebeest)
- Jižní Rhodesie
  - Rhodesian Air Force (Hawker Hart, Hawker Hardy, Hawker Audax)
- Jugoslávie
  - Jugoslávské královské letectvo (Hawker Hart)
- Kanada
  - Royal Canadian Air Force (Hawker Hart, Hawker Audax)
- Portugalsko
  - Portugalské námořnictvo (Hawker Osprey)
- Spojené království
  - Royal Air Force (Hawker Hart, Hawker Audax, Hawker Demon, Hawker Hardy)
  - Fleet Air Arm (Hawker Osprey)
- Španělská republika
  - Letectvo Španělské republiky (Hawker Osprey)
- Švédsko
  - Švédské letectvo (Hawker Hart, Hawker Osprey)

## Specifikace

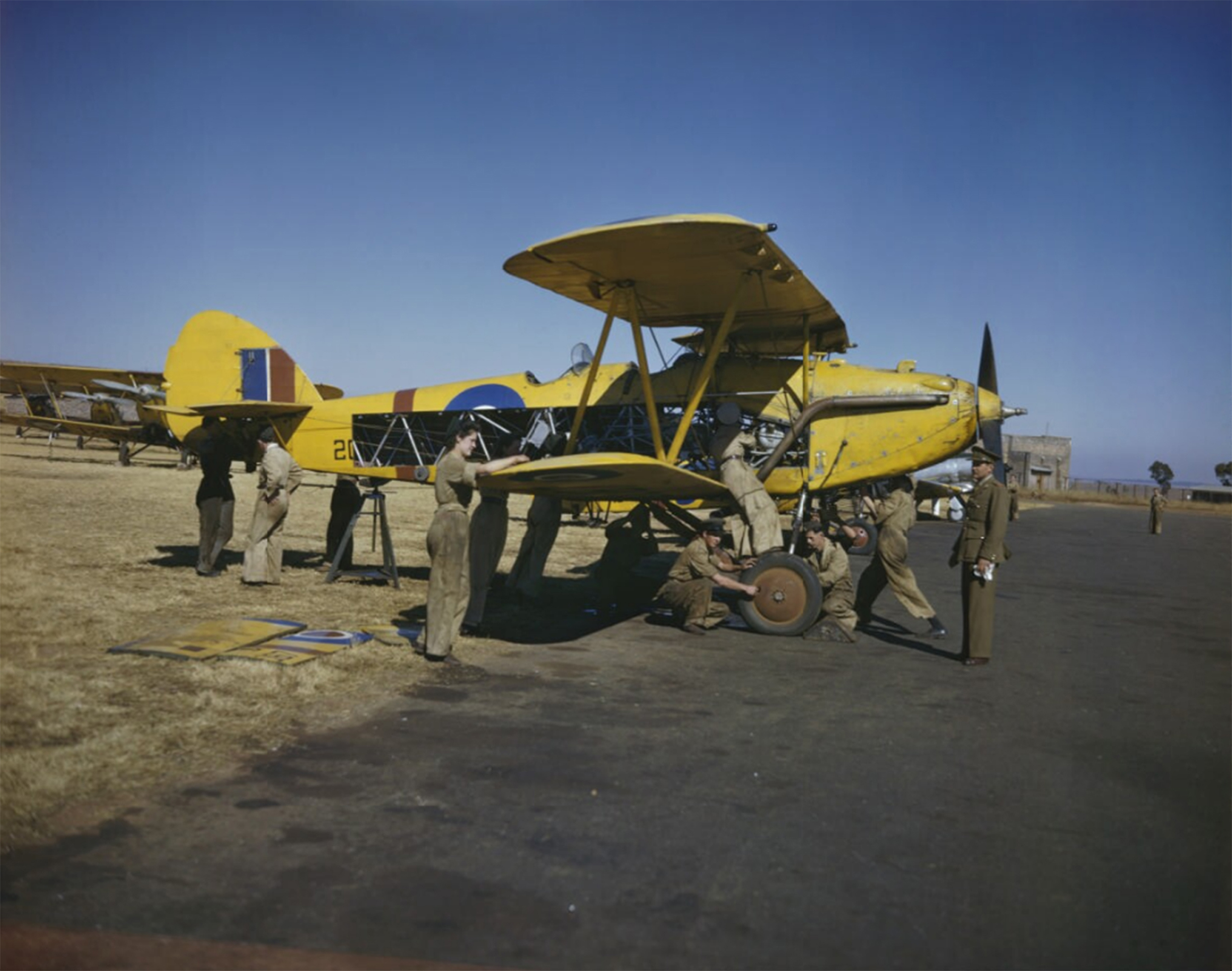
Ženské příslušnice WAAF při údržbě letounu Hawker Hart SAAF, Waterkloof, Jihoafrická unie

Údaje dle 

### Hlavní technické údaje
- Rozpětí: 11,35 m
- Délka: 8,94 m
- Výška: 3,17 m
- Prázdná hmotnost: 1148 kg
- Maximální vzletová hmotnost: 2066 kg
- Pohonná jednotka: 1 × dvanáctiválcový vidlicový motor Rolls-Royce Kestrel IB
- Výkon pohonné jednotky: 525 hp (391 kW)[4]

### Výkony
- Maximální rychlost v 1524 m: 296 km/h
- Výstup do 3050 m: 8 min
- Vytrvalost: 2h 45 min
- Dostup: 6508 m
- Dolet: 756 km

### Výzbroj
- 1 × synchronizovaný kulomet Vickers ráže 7,7 mm
- 1 × pohyblivý kulomet Lewis ráže 7,7 mm
- max. 236 kg (520 lb) pum[4]